# 长坂坡之战
长坂坡之战发生于中国东汉末年，曹操軍在荆州当阳附近的长坂坡追擊劉備軍。被視為赤壁之戰的前哨戰。

## 背景
漢獻帝建安七年（202年），夏侯惇率領曹軍與劉備軍戰於博望坡，之後兩軍撤退。在白狼山之戰平定北方之後，208年，曹操親自率軍南下荊州。當年八月，荊州牧劉表病逝，次子劉琮即位後即不戰而降，駐紮在樊城的劉表客卿劉備聞訊向江陵（故楚郢都）撤退，同時通知關羽率水軍到江陵會合，民眾十餘萬隨行。江陵有劉表糧儲、器械，九月，曹操恐劉備據江陵軍實，與曹純領五千虎豹精騎急襲追擊，在當陽附近追上劉備軍。

## 戰事
劉備軍被甲士兵少，一觸即潰，劉備被迫棄百姓逃走，令張飛率二十騎拒後，張飛以大喝嚇阻曹軍。同时趙雲负责護送劉備妻甘夫人和劉禪。战斗中兩名劉備之女被擄。
战后劉備放棄南下逃往江陵的計劃，轉為向东提早會合關羽水軍，一同逃往江夏和劉表長子劉琦會師。

## 影響
曹仁（曹操堂弟）和曹純攻入江陵，江陵守軍不戰而降。趙雲因護送劉備家眷有功升任牙門將軍。徐庶之母在此戰之中被曹操俘獲，以致後來徐庶轉投曹操。
東吳弔唁劉表的使者魯肅勸說劉備聯合孫權共抗曹操，諸葛亮被派往東吳商談聯盟事宜。

## 參戰人物
| 曹操軍                               | 劉備軍                |
| ------------------------------------ | --------------------- |
| 曹操 曹純 賈詡 夏侯惇 许褚 于禁 朱靈 | 劉備 趙雲 張飛 諸葛亮 |
| 曹操 曹純 賈詡 夏侯惇 许褚 于禁 朱靈 | 救援軍                |
| 曹操 曹純 賈詡 夏侯惇 许褚 于禁 朱靈 | 劉琦                  |

## 民間藝術

### 三國演義

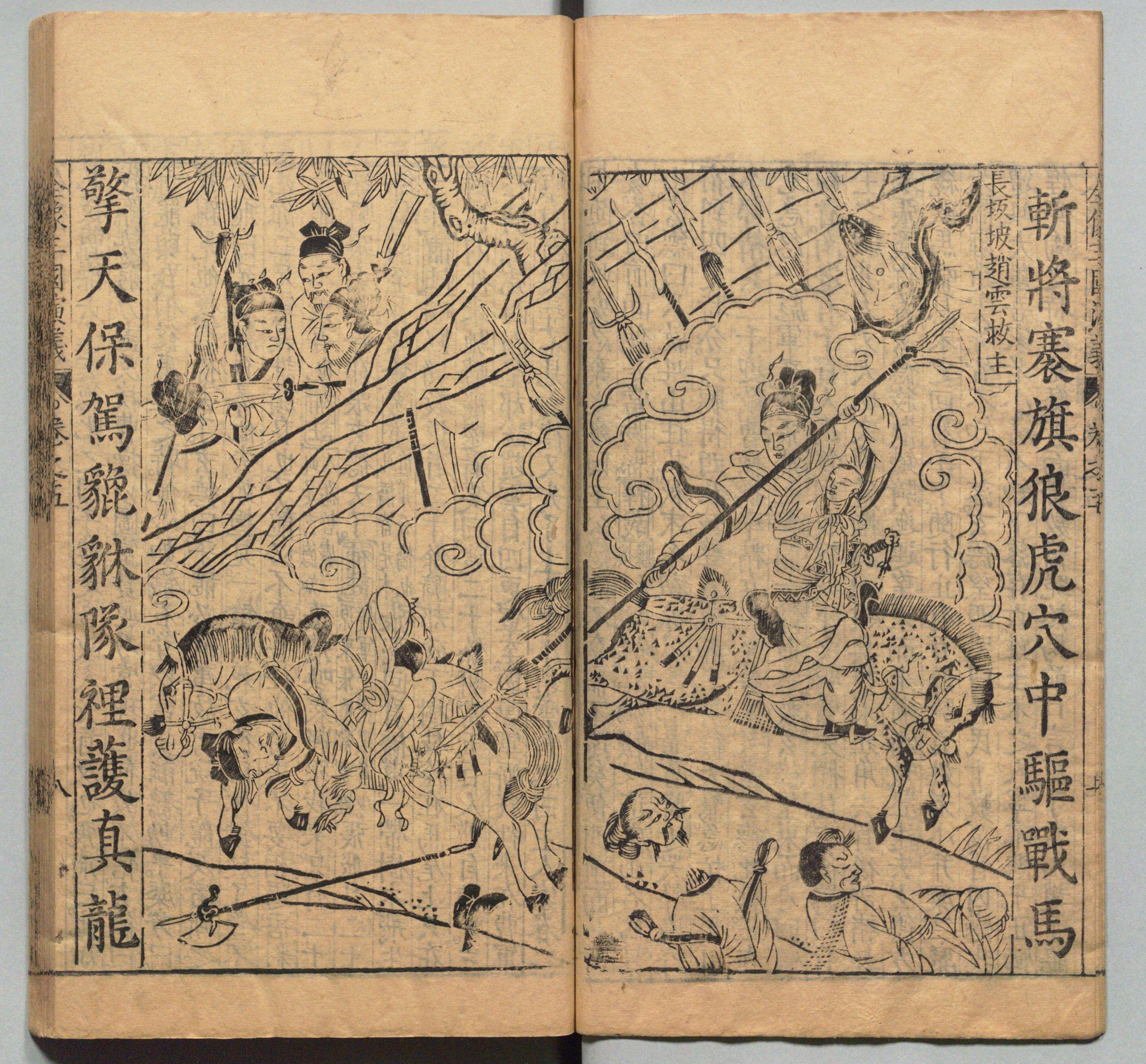
周曰校插图版《三国志通俗演义》中的长坂坡赵云救少主

明代小说《三国演义》杜撰，麋夫人和刘禅被曹军围困，麋夫人投井自尽，赵云救出刘禅，途中斩夏侯恩获青釭劍，怀揣刘禅七进七出曹军。张飞在长坂桥断后吓阻曹军，夏侯杰被张飞大喝惊吓，坠马而亡。曹操记起关羽昔日评论，下令慎进，但是张飞断桥之后被曹操看破，曹操追刘军至汉津，見刘備會合关羽，恐防中伏而撤退。京剧有剧目《长坂坡》，有时与《汉津口》连演，武生演员可“一赶二”，前演赵云，后演关羽。